# Antonio Juliano
Antonio Juliano (* 26. Dezember 1942 in Neapel; † 13. Dezember 2023) war ein italienischer Fußballspieler.

## Karriere

### Verein
Antonio Juliano spielte beinahe seine gesamte Karriere beim SSC Neapel. Mit 19 Jahren gab er sein Debüt in der ersten Mannschaft der Neapolitaner. Er wurde zweimal Vizemeister und gewann 1976 den italienischen Pokal. 1978 wechselte Juliano für ein Jahr zum FC Bologna und ließ seine Karriere dort ausklingen.

### Nationalmannschaft
International gab Antonio Juliano sein Debüt für Italien 1966. Er nahm an drei Weltmeisterschaften (1966 (Aus in der Gruppenphase), 1970 (Finale), 1974 (Aus in der Gruppenphase)) als Ersatzmann teil, absolvierte dabei jedoch nur eine einzige Partie. Dies war das Finale von 1970, als Italien gegen Brasilien verlor und er eingewechselt wurde. Bei seiner einzigen Europameisterschaft 1968 im eigenen Land gewann Juliano den Titel. Unter Trainer Ferruccio Valcareggi hatte er alle sechs Qualifikationsspiele gegen Rumänien, Schweiz und Zypern bestritten und stand auch an der Seite von Spielführer Giacinto Facchetti im Viertelfinale gegen Bulgarien im April 1968 in der erfolgreichen Mannschaft. Lediglich im 2:0 gewonnenen Wiederholungsspiel des Finales am 10. Juni in Rom gegen Jugoslawien fehlte er verletzungsbedingt.

## Erfolge
- Italienischer Pokalsieger: 1975/76 mit der SSC Neapel
- Europameister: 1968 mit Italien